# 秩父吉田の龍勢
秩父吉田の龍勢（ちちぶよしだのりゅうせい）は、埼玉県秩父市下吉田（旧・吉田町）にある椋神社の例大祭で行われる国の重要無形民俗文化財に指定されている祭礼である。毎年10月の第二日曜日に実施される。27の流派があり、毎年三十数本の龍勢（火薬を仕掛けた龍）を轟音とともに天高く打ち上げるものである。上がった龍勢は、発煙等の仕掛けを展開する事もある他、パラシュート状の物体を内包することもある。この祭りで奉納する龍勢は各流派の手作りで作成される。打ち上げられたロケットがまるで龍の如き勢いであったことから、龍勢と呼ばれるようになったという説がある。通称として「農民ロケット」とも呼ばれている。

## 龍勢ロケットの歴史
鎌倉時代の元寇で蒙古側が武器の一つとして使用し、その後、戦国時代に狼煙や火器として使用され、各地に伝わったのが起源だと言う説が有力である。構造は三河、遠州地方に伝承される手筒花火と類似点がある。タイなど東南アジアにも、似た形式のロケット花火が伝統的に存在する。
1600年の関ヶ原の戦いでは戦況を石田三成の居城である佐和山城にいち早く知らせるために、狼煙が空高く打ち上げられたとされる。
その後この種の狼煙が改良され龍勢(流星)となり、農村の神事・祭礼用から娯楽用等に使用されるようになった。

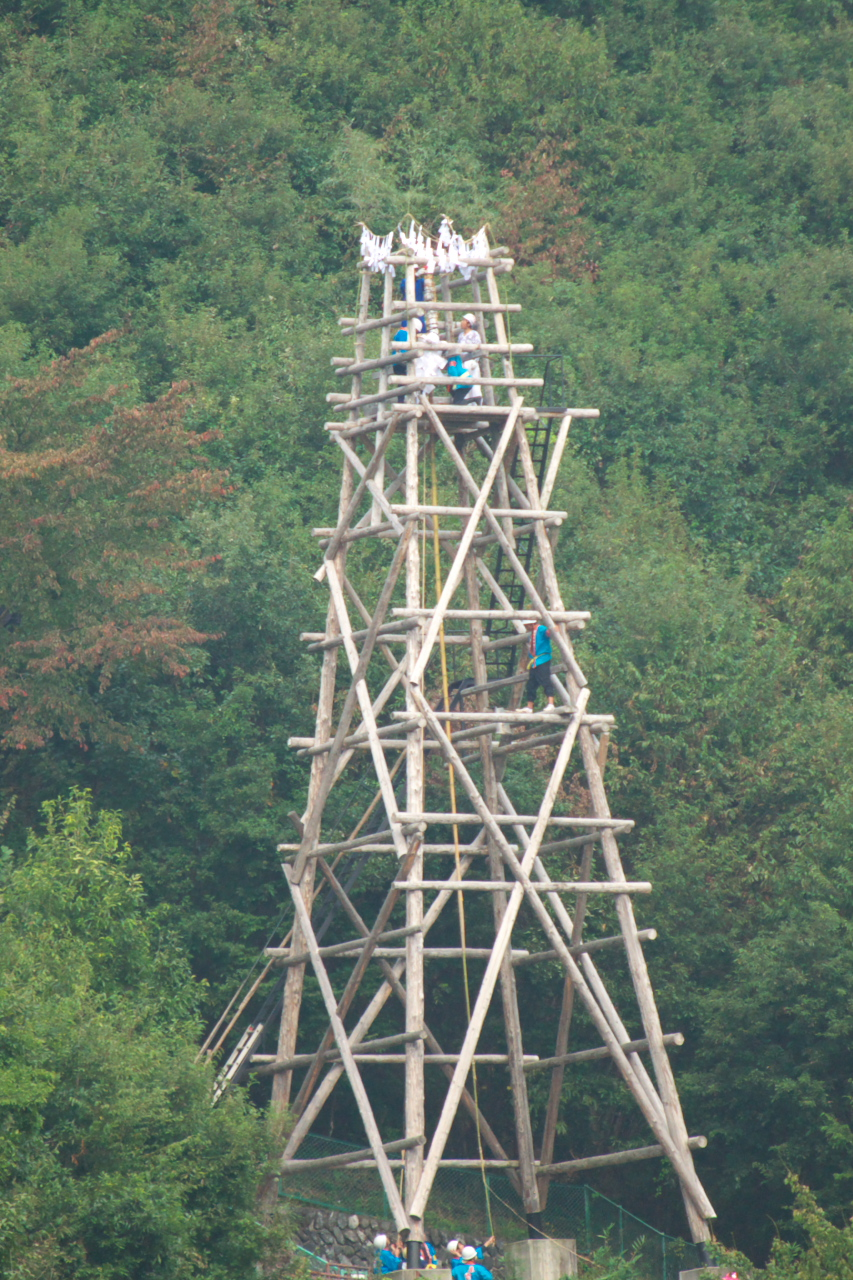
点火前
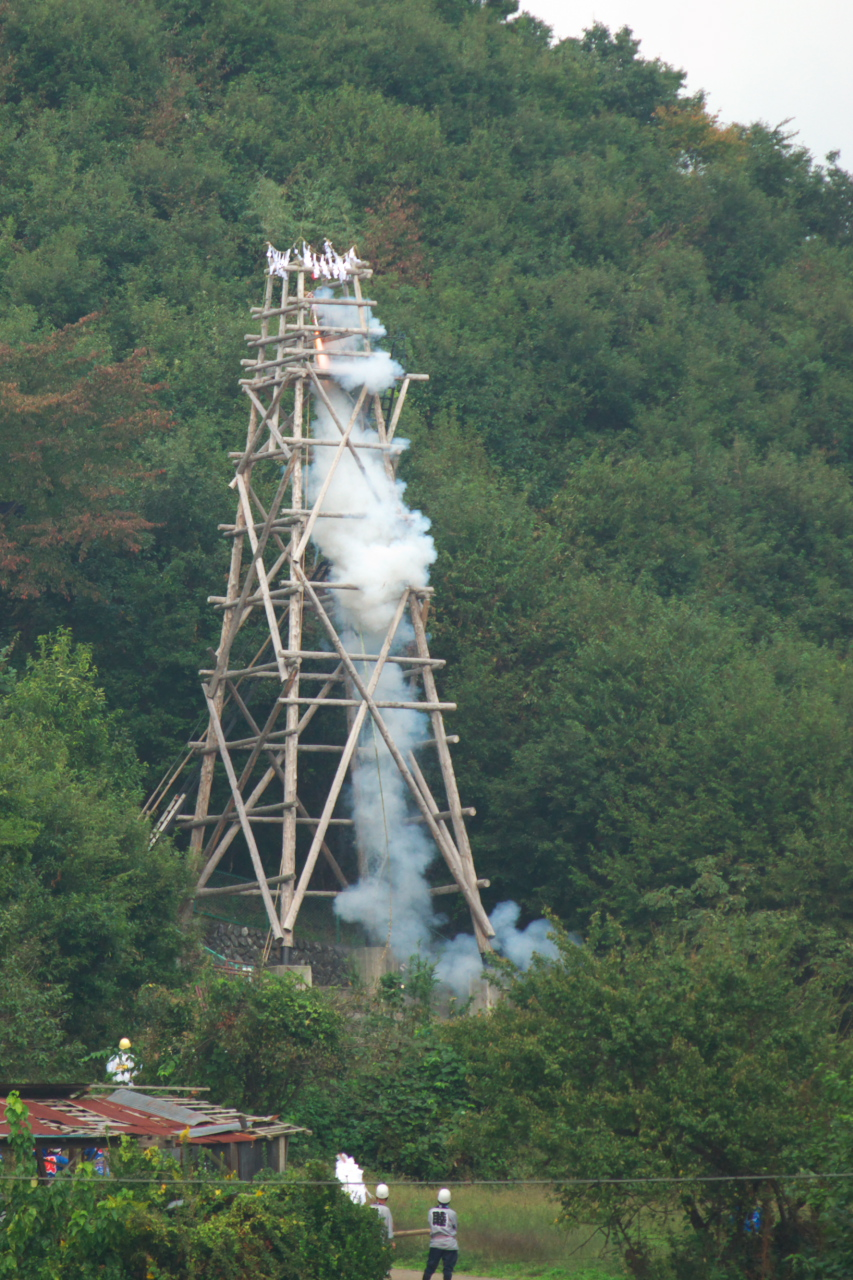
点火直後
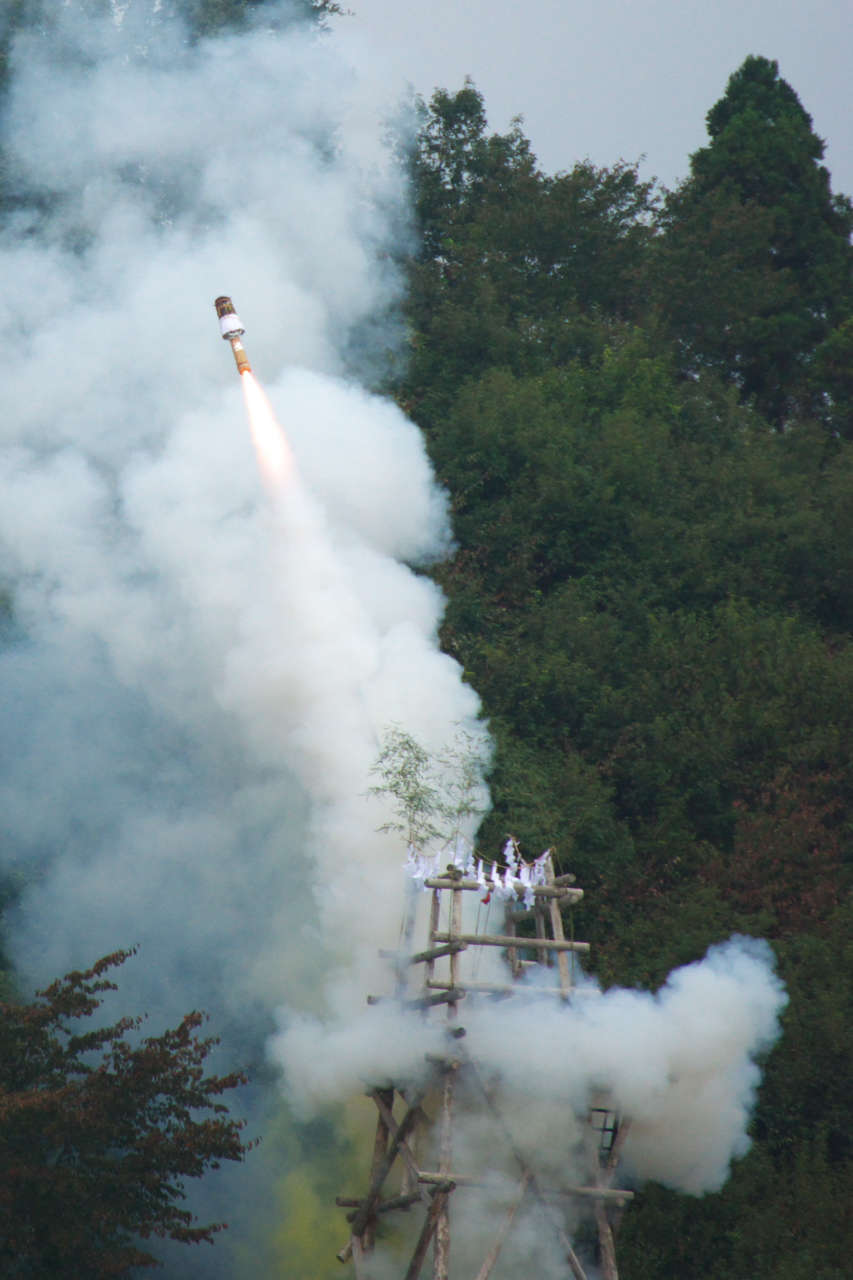
発射
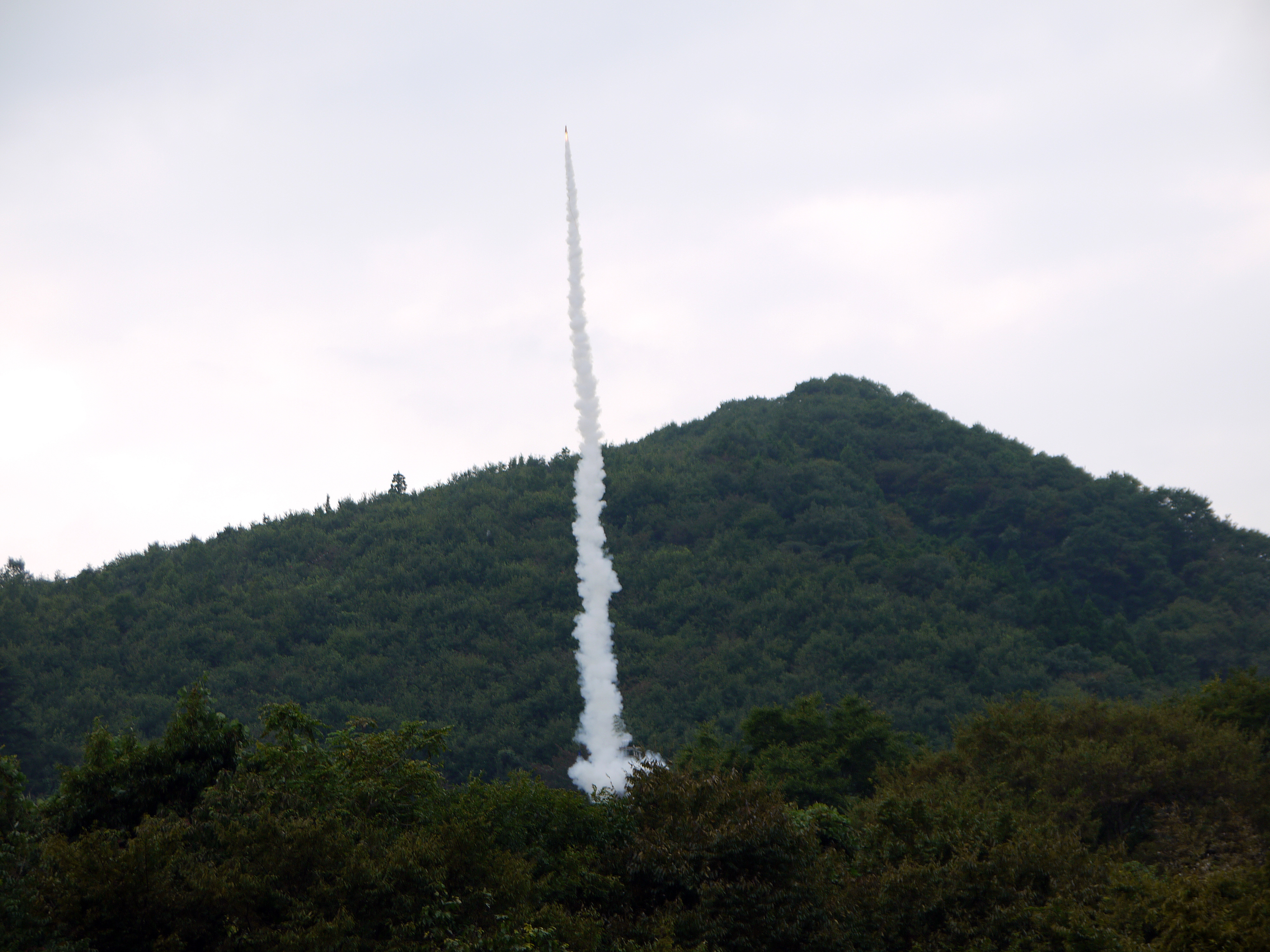
飛翔
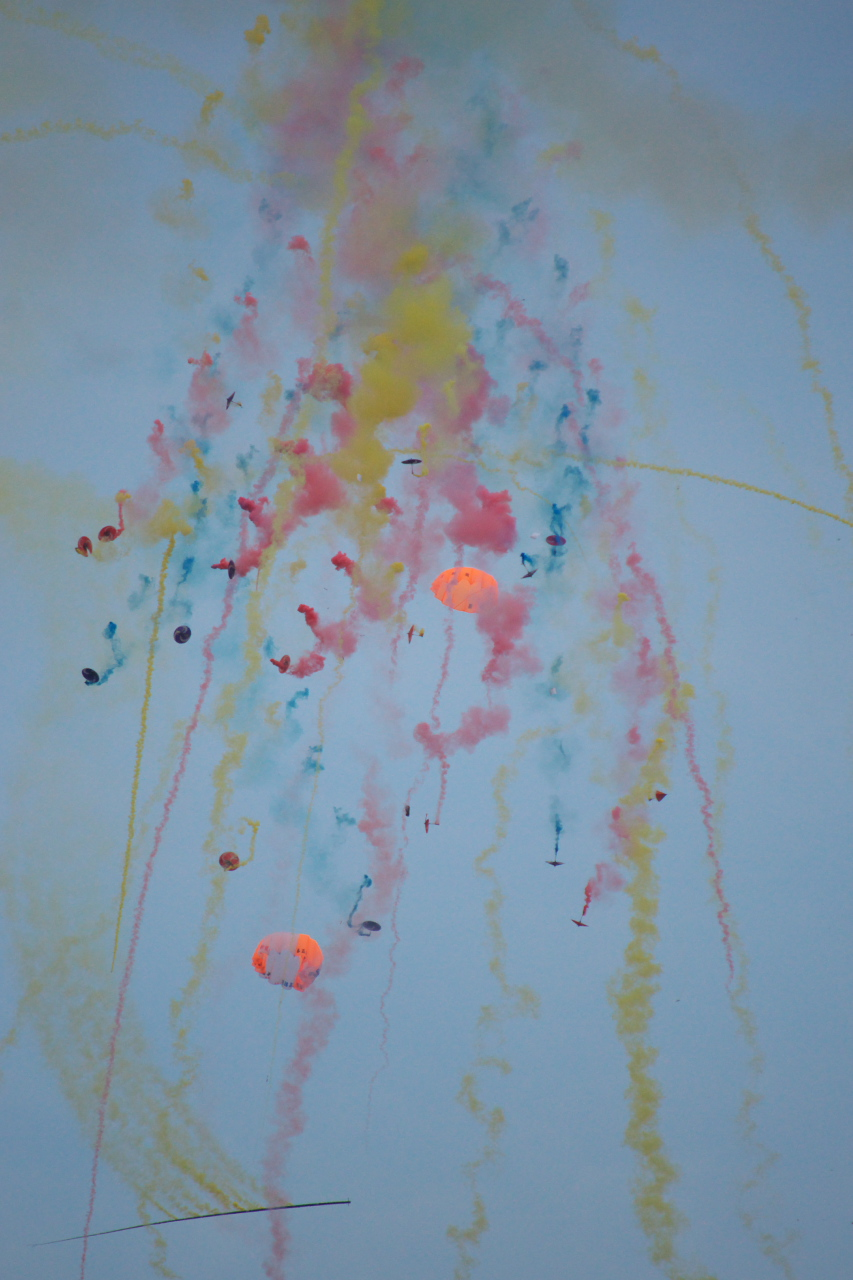
破裂

### 無形民俗文化財の歴史
- 1977年（昭和52年）「椋神社の竜勢」として埼玉県の無形民俗文化財に指定される[3]。
- 2000年（平成12年）5月5日、埼玉新聞社の「21世紀に残したい・埼玉ふるさと自慢100選」に選出された[4]。
- 2018年（平成30年）1月19日、文化審議会が「秩父吉田の龍勢」（埼玉県秩父市）など6件を国の重要無形民俗文化財に指定するよう、文部科学大臣に答申した。これにより「秩父吉田の龍勢」が国の重要無形民俗文化財に指定される見込みとなった[5]。
- 2018年（平成30年）3月8日、「秩父吉田の龍勢」として正式に国の重要無形民俗文化財に指定された[6]。

### その他歴史にかかわる事項
1988年には、昭和天皇が重篤な状況にあったために中止（自粛）となった。
2011年（平成23年）に放送されたテレビアニメ『あの日見た花の名前を僕達はまだ知らない。』で龍勢が作中の重要な要素として描かれた（ただし、作中では「花火」と呼称）ことで、この年より同作品とのコラボレートした龍勢も発射されるようになった。初年度には、同作品本間芽衣子（めんま）役の茅野愛衣が口上をおこない、以後「あの花龍勢」が打ち上げられてきた。
2020年と2021年は新型コロナウイルス感染症流行のため、打上げは中止となる（祭礼のみ実施）。2022年は規模を縮小（例年の27本を17本に）して3年ぶりに実施された。「あの花龍勢」は今年度は見送りとなった。
2023年7月、「あの花龍勢」は10回目となる同年の射出が公式イベントとしては最後となることが発表された。以前よりアニメ制作会社と龍勢保存会の申し合わせでコラボレーションは10回までと決められていたという。10月8日の当日には茅野愛衣（口上担当）や久川鉄道（ぽっぽ）役の近藤孝行、監督の長井龍雪や脚本の岡田麿里ら関係者が見守る中、「あの花龍勢」は無事発射に成功した。
公式の「あの花龍勢」は終了したが、2024年にはボランティアも募る新たなスタイルで「あの花龍勢」奉納を実施する（主管は秩父アニメツーリズム実行委員会で、制作会社の許可済）旨が秩父市観光課より告知された。

## 伝承への取組
各流派のほかに、地元の秩父市立吉田中学校では伝承学習が実施されている。

## 登場する作品
- 『あの日見た花の名前を僕達はまだ知らない。』
- 『アポロのお尻』
- 『眠狂四郎』
- 『プラネテス』